# Warry van Wattum
Warry van Wattum (Rotterdam, 22 oktober 1968) is een Nederlands voormalig profvoetballer die speelde voor Excelsior, SVV, Sparta, SVV/Dordrecht'90, FC Groningen, BV Veendam en Eendracht Aalst. Nadien werd hij trainer in het amateurvoetbal en was werkzaam bij Rentokil.

## Clubstatistieken
| seizoen | club             | competitie     | duels | goals |
| ------- | ---------------- | -------------- | ----- | ----- |
| 1986/87 | Excelsior        | Eredivisie     | 1     | 0     |
| 1990/91 | SVV              | Eredivisie     | 10    | 0     |
| 1990/91 | Sparta           | Eredivisie     | 19    | 1     |
| 1991/92 | SVV/Dordrecht'90 | Eredivisie     | 30    | 3     |
| 1992/93 | Dordrecht'90     | Eredivisie     | 27    | 1     |
| 1994/95 | Dordrecht'90     | Eredivisie     | 21    | 0     |
| 1995/96 | FC Groningen     | Eredivisie     | 28    | 0     |
| 1996/97 | FC Groningen     | Eredivisie     | 15    | 0     |
| 1997/98 | BV Veendam       | Eerste divisie | 15    | 0     |
| 1998/99 | BV Veendam       | Eerste divisie | 27    | 0     |
| 1999/00 | Eendracht Aalst  | Eerste Klasse  | 3     | 0     |